# Honduraška lempira
Honduraška lempira, ISO 4217: HNL je zakonsko sredstvo plaćanja u Hondurasu. Označava se simbolom L, a dijeli se na 100 centava.
Kovanice i novčanice izdaje Središnja banka Hondurasa, i to: kovanice od 5, 10, 20 i 50 centava i novčanice od 1, 2, 5, 10, 20, 50, 100 i 500 lempira. Lempira je svoj naziv dobila po vođi indijanaca Lenka koji su se borili protiv Španjolaca. Njegov lik se može vidjeti na kovanici od 50 centava i novčanici 1 lempire.

## Vanjske poveznice
- Središnja banka Hondurasa